# 熊本市交通局9700型電車
熊本市交通局9700形電車，是1997年由新潟鐵工所為熊本市交通局製造的路面電車。為日本第一輛超低底盤路面電車，同時也是第38回（1998年）的和第19回國際交通安全學會賞得獎車輛。此系車型原型車為龐巴迪Adtranz Low Floor Tram，德國柏林亦使用同款車型，由安達與日本廠商合作共同研發和製造。

## 車輛概要
- 製造初年：1997年
- 全長：18550mm
- 全寬：2350mm
- 全高 (車體)：3546mm (2940mm)
- 底盤高 (客用門附近) : 360mm (300mm)
- 車重：21.0噸
- 定額出力：100kW×2
- 最高速度：40km/h (設計70km/h)
- 起動加速度：2.5km/h/s (設計1.3m/s²)
- 減速度 (非常)：4.6km/h/s (5.0km/h/s) (設計1.3m/s² (2.7m/s²))
- 定員 (固定椅子+補助椅子) ：76 (18+6) 人
- 制御方式：VVVF制御方式

## 投入時期和差異
第一列車廂在1997年8月開始商業運轉。由熊本市交通局斥資2億2000萬日元購入，其中6000萬日元是自治省之補助金。1999年4月購入第2・3編成，並投入服務。熊本市交通局以合約方式使用15年。路線顯示是LED顯示幕。2001年3月第4・5編成登場。第4・5編成是由當地銀行肥後銀行的關係企業肥銀租賃購入熊本市交通局。制御機器為三菱電機製。